# 纖龍屬
纖龍屬（學名：Rhadinosaurus）是種史前爬行動物，生存於8千萬年前上白堊紀的奧地利。在1881年，由哈利·絲萊（Harry Govier Seeley）將化石描述、命名，其學名意思是「纖細的蜥蜴」。
纖龍的化石都是碎片。只有發現肱骨、可能的股骨、兩節脊椎、以及其他未確定的碎片。由於纖龍的化石很少，其分類也不太明確。牠曾被歸類於於甲龍下目，是厚甲龍的異名；或是鱷魚。牠的模式種是R. alcinus。

## 外部連結
- 恐龍博物館──纖龍